# WISEA 1810−1010
WISEA J181006.18-101000.5 或 WISEA 1810-1010 是位於巨蛇座中的一個亚恒星，距離地球約8.9秒差距或29光年。由於其與L 型和T 型恒星相匹配的奇特顏色而脫穎而出，這可能是由於其極低的金屬性。它的大氣層主要是氫和水蒸氣。